# Gilberto Carvalho
Gilberto Carvalho (Londrina, 21 de enero de 1951) es un político brasileño. Fue ministro jefe de la Secretaría General de la Presidencia de Brasil durante el primer mandato de Dilma Rousseff.

## Biografía
Según Sônia Maria Nóvoa, la hermana de Rosemary Noronha, Gilberto Carvalho es un sacerdote.

## Carrera
Estudió filosofía en la Universidad Federal de Paraná, cursó algunos por años de teología en la Pontificia Universidad Católica de Paraná e hizo especializaciones en gestión pública en instituciones de Venezuela, México y España. Desempeñó diversas funciones en el Partido de los Trabajadores (PT). Ejerció cargos en la alcaldía municipal de Santo André y, fue jefe de gabinete de la campaña de Luiz Inácio Lula da Silva a la Presidencia de la República. Durante el gobierno de Lula fue asesor y consejero.
El 3 de diciembre de 2010, se anunció que la presidenta electa Dilma Rousseff había designado a Carvalho como ministro jefe de la Secretaría General de la Presidencia.